# Orthogeomys cherriei
Orthogeomys cherriei е вид бозайник от семейство Гоферови (Geomyidae).

## Разпространение
Видът е разпространен в Коста Рика.